# جانيت لورنس
جانيت لورنس (بالإنجليزية: Janet Laurence)‏ هي رسامة أسترالية، ولدت في 1947 في سيدني في أستراليا.